# Power and Propulsion Element
Pour les articles homonymes, voir PPE.
Module de la station spatiale Lunar Gateway
Power and Propulsion Element, plus généralement désigné par son acronyme PPE, est un des modules de la station spatiale lunaire Lunar Gateway qui doit servir de base pour les missions avec équipage à la surface de la Lune du programme Artemis. PPE est avec ESPRIT et HALO un des trois modules de la station spatiale dans sa configuration initiale. Il fournit l'énergie électrique à l'aide de ses panneaux solaires ROSA et assure la propulsion à l'aide de propulseurs à effet Hall. Il est développé par la société Maxar Technologies et devait à l'origine être utilisé par la mission Asteroid Retrieval and Utilization annulée en 2017. Placé conjointement avec le module HALO en orbite terrestre par un lanceur Falcon Heavy en 2025, il doit rejoindre une orbite lunaire NHRO en utilisant sa propre propulsion.

## Caractéristiques techniques
Le module prend en charge la propulsion, alimente en énergie ses moteurs électriques et la station, assure le contrôle d'attitude et héberge le système de télécommunications. La propulsion électrique d'une puissance totale de 50 kilowatts est assurée par plusieurs  propulseurs à effet Hall : deux propulseurs AEPS de Aerojet Rocketdyne ayant une puissance unitaire de 12, 5 kW et plusieurs moteurs Busek d'une puissance de 6 kW. Les panneaux solaires fournissent 70 kilowatts,. Ils alimentent les propulseurs électriques du module et fournissent l'énergie à la station spatiale. Ils sont développés par la société SolAero Technologies filiale depuis peu de Rocket Lab. Les cellules solaires de type Z4J ont un rendement minimum de 30%.

## Construction du module PPE
En mai 2019, la NASA sélectionne le constructeur américain Maxar Technologies pour la construction du module PPE en allouant un budget de 375 millions US$. En mai 2020, deux sources de surcoût et éventuellement de décalage du planning sont découvertes : d'une part, la mise au point de la propulsion électrique, trois fois plus puissante que tout ce qui été mis en œuvre jusque-là, est plus difficile que prévu, d'autre part, certaines spécifications techniques (système de contrôle, énergie fournie à la station), qui ont été élaborées avant celles de la station spatiale, doivent être revues. En février 2021, la NASA sélectionne pour un montant de 331 millions US$ la fusée Falcon Heavy pour la lancement des modules PPE et HALO de la station spatiale lunaire.

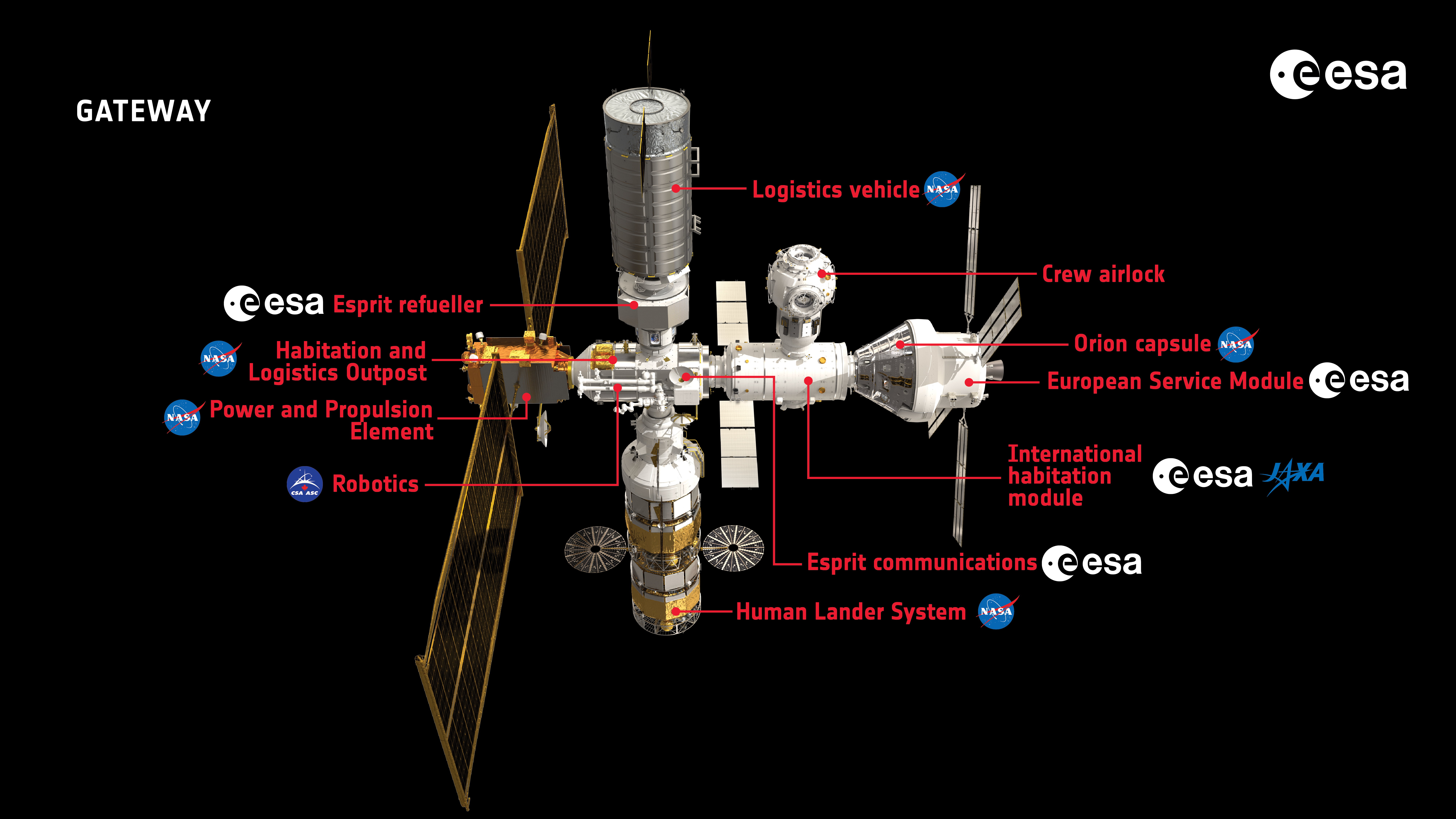
La station spatiale lunaire avec l'ensemble des modules envisagés : PPE, HALO, ESPRIT, iHAB, module sas et bras robotique Canadarm 3. Dans ce schéma, trois vaisseaux sont amarrés à la station : le vaisseau Orion qui assure le transfert de l'équipage entre la Terre et la Lune, le vaisseau HLS (représentation très approximative) qui doit déposer l'équipage à la surface de la Lune et un cargo spatial chargé du ravitaillement de la station spatiale.

## Lancement et utilisation
Le module PPE accouplé au module HALO doit être placé en orbite en 2025 par un lanceur Falcon Heavy puis placé sur une orbite lunaire de type NHRO à l'aide de la propulsion électrique du module PPE.    